# Saint-Pierre-du-Mont (Nièvre)
 Saint-Pierre-du-Mont  es una población y comuna francesa, situada en la región de Borgoña, departamento de Nièvre, en el distrito de Clamecy y cantón de Varzy.

## Demografía
| 199 | 205 | 183 | 154 | 166 | 165 |
| Para los censos de 1962 a 1999 la población legal corresponde a la población sin duplicidades (Fuente: INSEE [Consultar]) |     |     |     |     |     |